# Seneca (Kansas)
Pour les articles homonymes, voir Seneca.
La ville de Seneca est le siège du comté de Nemaha, situé dans le Kansas, aux États-Unis. Sa population s’élevait à 1 991 habitants lors du recensement de 2010, estimée à 2 048 habitants en 2016.

## Source
- (en) Cet article est partiellement ou en totalité issu de l’article de Wikipédia en anglais intitulé « Seneca, Kansas » (voir la liste des auteurs).